# Конкурентні прямі

Прямі A, B і C перетинаються в Y.

Конкурентні прямі — прямі на площині або у просторі вищих вимірів, що перетинаються в єдиній точці.
Сукупність усіх прямих, що проходять через точку, називається пучком, а спільна точка їх перетину — вершиною пучка.
У будь-якому афінному просторі (включаючи евклідів простір) множина прямих, паралельних даній прямій (з однаковим напрямком) також називається пучком, а вершина кожного пучка паралельних прямих є окремою точкою на нескінченності; врахування цих точок створює проєктивний простір, в якому кожна пара прямих має перетин.

## Приклади

### Трикутники
У трикутнику є чотири основні типи множин паралельних ліній: висоти, бісектриси кутів, медіани, та перпендикулярні бісектриси:
- Висоти трикутника виходять від кожної вершини і перетинають протилежну сторону під прямим кутом. Точка, де перетинаються три висоти, є ортоцентром.
- Бісектриси кутів — це промені, що виходять з кожної вершини трикутника і ділять відповідний кут навпіл. Всі вони перетинаються в центрі вписаного кола.
- Медіани з'єднують кожну вершину трикутника з серединою протилежної сторони. Три медіани перетинаються в центроїді.
- Перпендикулярні бісектриси — це лінії, що виходять із середин кожної сторони трикутника під кутом 90 градусів. Три перпендикулярні бісектриси перетинаються в центрі описаного кола.

Існують інші множини ліній, пов'язані з трикутником, які також є конкурентними. Наприклад:
- Будь-яка медіана (яка обов'язково є бісектрисою площі трикутника) конкурентна з двома іншими бісектрисами площі, кожна з яких паралельна стороні[1].
- Клівер трикутника — це відрізок, який ділить периметр трикутника навпіл, і один кінець якого знаходиться в середині однієї з трьох сторін. Три клівери перетинаються в центрі кола Шпікера[en], яке є вписаним колом середнього трикутника.
- Спліттер[en] трикутника — це відрізок, один кінець якого знаходиться в одній з трьох вершин трикутника і ділить периметр навпіл. Три спліттера перетинаються в точці Наґеля трикутника.
- Будь-яка лінія, яка ділить площу трикутника та його периметр навпіл, проходить через центр вписаного кола, і в кожному трикутнику є одна, дві або три такі лінії[2]. Таким чином, якщо їх три, вони перетинаються в центрі вписаного кола.
- Точка Тері[en] трикутника — це точка перетину прямих, що проходять через вершини трикутника перпендикулярно до відповідних сторін першого трикутника Брокара[en] цього трикутника.
- Точка Шиффлера[en] трикутника — це точка перетину ліній Ейлера чотирьох трикутників: цього трикутника та трьох трикутників, кожен з яких має дві спільні з ним вершини і центр вписаного кола як третю вершину.
- Точки Наполеона та їх узагальнення є конкурентними точками. Наприклад, перша точка Наполеона є точкою перетину трьох ліній, кожна з яких проходить від вершини до центроїда рівностороннього трикутника, побудованого на зовнішній стороні трикутника, протилежній цій вершині. Узагальненням цього поняття є точка Якобі[en].
- Точка де Лоншама[en] — точка перетину кількох прямих з лінією Ейлера.
- Три лінії, кожна з яких утворена побудовою зовнішнього рівностороннього трикутника на одній зі сторін вихідного трикутника та з'єднанням нової вершини з протилежною вершиною вихідного трикутника, є конкурентними в точці, яка називається першим ізогональним центром. У випадку, коли вихідний трикутник не має кута більше 120°, ця точка також є точкою Ферма.
- Точка Аполлонія — це точка перетину трьох прямих, кожна з яких сполучає точку дотику кола, до якого дотикається з внутрішнього боку зовнівписане коло трикутника, з протилежною вершиною трикутника.

### Чотирикутники
- Дві бімедіани чотирикутника (відрізки, що з'єднують середини протилежних сторін) і відрізок, що з'єднує середини діагоналей, є конкурентними та поділяються навпіл точкою перетину[3]:p.125.
- В описаному чотирикутнику, чотири бісектриси кута перетинаються в центрі вписаного кола[4].
- Опис інших конкурентних ліній описаного чотирикутника наведено тут.
- У вписаному чотирикутнику, чотири відрізки лінії, кожен з яких перпендикулярний до однієї сторони та проходить через середину протилежної сторони, є конкурентними[3]:p.131[5]. Ці відрізки лінії називаються англ. maltitudes[6], що є абревіатурою для висоти середньої точки (англ. midpoint altitude). Їх спільна точка називається антицентром.
- Опуклий чотирикутник є зовні-описаним тоді і тільки тоді, коли існує шість конкурентних бісектрис кутів: бісектриси внутрішніх кутів, які відповідають двом протилежним вершинам, бісектриси зовнішніх кутів, які відповідають двом іншим вершинам, і бісектриси зовнішніх кутів, утворених в точках перетину продовження протилежних сторін.

### Шестикутники
- Якщо послідовними сторонами циклічного шестикутника є a, b, c, d, e, f, то три головні діагоналі перетинаються в одній точці тоді і тільки тоді, коли ace = bdf[7].
- Якщо шестикутник має вписаний конічний перетин, то за теоремою Бріаншона його головні діагоналі є конкурентними.
- Конкурентні прямі виникають у дуальній теоремі Паппа.
- Якщо для кожної сторони циклічного шестикутника продовжити суміжні сторони до їх перетину, то з зовнішнього боку цієї сторони утворюється трикутник. Тоді відрізки, що з'єднують центри описаних кіл протилежних трикутників, є конкурентними[8].

### Правильні многокутники
- Якщо правильний многокутник має парну кількість сторін, діагоналі, що з'єднують протилежні вершини, перетинаються в центрі многокутника.

### Кола
- Перпендикулярні бісектриси всіх хорд кола конкурентні в центрі кола.
- Прямі, перпендикулярні дотичним до кола в точках дотику, конкурентні в центрі кола.
- Всі бісектриси площі та бісектриси периметра кола є діаметрами, і вони конкурентні в центрі кола.

### Еліпси
- Усі бісектриси площі та бісектриси периметра еліпса конкурентні в центрі еліпса.

### Гіперболи
- У гіперболі Гіпербола (математика) конкурентними є: (1) коло, що проходить через фокуси гіперболи з центром у центрі гіперболи; (2) кожна з дотичних до гіперболи у вершинах; і (3) будь-яка з асимптот гіперболи.
- Так само є конкурентними: (1) коло з центром у центрі гіперболи, яке проходить через вершини гіперболи; (2) будь-яка директриса; і (3) будь-яка з асимптот.

### Чотиригранники
- У чотириграннику, всі чотири медіани та три бімедіани збігаються в точці, яка називається центроїдом чотиригранника[9].
- Ізодинамічний чотиригранник — це чотиригранник, в якому чевіани, що з'єднують вершини з центрами вписаних кіл протилежних граней, є конкурентними, а ізогонічний чотиригранник має конкурентні чевіани, які з'єднують вершини з точками контакту протилежних граней із вписаною сферою чотиригранника.
- В ортоцентричному чотириграннику[en] чотири висоти є конкурентними.

## Алгебра
Згідно з теоремою Кронекера-Капеллі, система рівнянь є сумісною тоді і тільки тоді, коли ранг матриці коефіцієнтів дорівнює рангу розширеної матриці (матриці коефіцієнтів, доповненої стовпчиком з точками перетину), і система має єдиний розв'язок тоді і тільки тоді, коли цей загальний ранг дорівнює кількості змінних. Отже, з двома змінними на площині, k прямих, асоційованих з множиною k рівнянь, є конкурентними тоді і тільки тоді, коли ранг k × 2 матриці коефіцієнтів і ранг розширеної k × 3 матриці дорівнюють 2. У цьому у випадку лише два з k рівнянь незалежні, і точку перетину можна знайти, розв'язуючи будь-які два взаємно незалежні рівняння одночасно для двох змінних.

## Проєктивна геометрія
У проективній геометрії у двох вимірах конкурентність є дуальною колінеарності; у трьох вимірах конкурентність є дуальною компланарності.